# Porfiriato
El porfiriato o porfirismo fue un período de la historia de México en el que el gobierno estuvo bajo el control (total o mayoritario) del militar, político y dictador Porfirio Díaz, entre el 28 de noviembre de 1876 y el 25 de mayo de 1911. En el porfiriato la política se aplicó de tal manera que todo quedaba subordinado al presidente. Díaz se acercó al Congreso y llevó una política conciliadora. Promovió la no reelección, principio de sus levantamientos, y en 1880 cedió el poder al general Manuel González, muy cercano a él.
El período se acota entre las dos fechas en las que ocupó la presidencia del país por primera y última ocasión, respectivamente: el 28 de noviembre de 1876 Díaz inició su primer mandato presidencial de facto meses después de vencer a los lerdistas e iglesistas y el 25 de mayo de 1911 meses después de haber estallado la Revolución renunció a la presidencia y salió por exilio rumbo a Francia.
Díaz pacificó al país y no tuvo piedad en disolver rebeliones, siendo en todo momento apoyado por los rurales y la policía secreta. Las rebeliones más conocidas fueron las de Trinidad García de la Cadena y Heraclio Bernal, en 1886 y la de Ramón Corona, en 1889. Los cuerpos de rurales se encargaban de aplastar violentamente todo rasgo de rebelión que apareciera en el país. Así sucedió con los yaquis de Sonora y con los mayas en Yucatán. La más importante de las rebeliones fue la de Tomóchic, en noviembre de 1891, debido al pésimo estado de los campesinos que vivían miserablemente y no podían defender sus derechos. En los últimos años del régimen, las huelgas eran cada vez más frecuentes.
Díaz se empeñó en permanecer en el poder y para ello logró el crecimiento de la economía y aliarse con los poderosos de la época. Obtuvo prestigio gracias al progreso de la economía y también a que respetó los cacicazgos de los pueblos, a fin de evitar rebeliones. Con el ingreso de Díaz a la presidencia se generó una estabilidad política, paz social y las condiciones que permitieron que se impulsara un proyecto de Estado-nación. Inventó la ley fuga, que fue una acción llevada a cabo por los cuerpos policíacos que simulaban la huida de un preso para después matarlo.

## Historia
Porfirio Díaz fue un militar que destacó por su participación en la guerra de Reforma y en la Intervención francesa, en la que logró recuperar para la causa republicana la Ciudad de México y Puebla. Conocido como el héroe del 2 de abril, contendió por la presidencia contra Benito Juárez, en 1867 y 1871, y al ser derrotado proclamó el Plan de la Noria. Vencido, a la muerte de Juárez, por Sebastián Lerdo de Tejada, Díaz se retiró a Veracruz donde logró posicionarse políticamente gracias a la impopularidad creciente de Lerdo. Al acercarse la reelección de este, Porfirio Díaz decidió rebelarse militarmente en su contra. Díaz gozaba de gran prestigio entre los militares y de renombre en los círculos políticos del país. El triunfo del Plan de Tuxtepec, lo llevó a la presidencia de México para gobernar desde 1876 hasta 1911, con una breve interrupción durante el gobierno de Manuel González.
En los 31 años de Porfiriato se construyeron en México más de 19 000 kilómetros de vías férreas gracias a la inversión extranjera; el país quedó comunicado por la red telegráfica; se realizaron inversiones de capital extranjero en minería, agricultura, petróleo, entre otros rubros y se impulsó la industria nacional.
Con la entrada de José Ives Limantour en Hacienda en 1893 surgió un auge de las compañías enajenadoras de terrenos comunes baldíos, se modificó la Constitución de 1857 para permitir las reelecciones y se aprobó la ley que otorgaba la gran explotación minera a los capitales de los Estados Unidos y el Reino Unido. Limantour, tras la crisis de 1891, abrió el país a la inversión extranjera y promovió la creación de nuevas industrias.
La corrupción, el fraude electoral y la represión fueron las propuestas de la administración Díaz a las tensiones sociales, nacidas del contraste entre una oligarquía poderosa, controladora de los resortes económicos y políticos y una población de casi 13 millones de personas ligadas mayoritariamente a la tierra. La crisis de 1907 y las luchas de sucesión en el seno del gobierno favorecieron el inicio de la revolución mexicana, dirigida por Francisco I. Madero.
En este periodo se continuó el esfuerzo iniciado con Manuel González por superar la educación en todos sus niveles; hombres de la talla de Joaquín Baranda, Ezequiel Chávez, Enrique C. Rébsamen, Ignacio Manuel Altamirano y Justo Sierra Méndez le dieron lustre a este proceso que incluyó, desde los jardines de niños, hasta la educación superior, pasando por la formación de maestros.
Aunque Porfirio Díaz reiteraba que ya el país se encontraba listo para la democracia, realmente nunca quiso dejar el poder y en 1910, a la edad de 80 años, presentó su candidatura para una nueva reelección, la cual fue rechazada por el sector obrero. Ante estos hechos, Madero convocó a la rebelión, la cual surgió el 20 de noviembre de ese año y terminó con la entrada triunfal a la ciudad, derrotando al dictador.
Chihuahua fue el principal escenario de las derrotas porfiristas, ya que Pancho Villa y Pascual Orozco conquistaron Ciudad de Guerrero, la ciudad de Mal Paso, venció en la batalla de Casas Grandes, Chihuahua y la toma de Ciudad Juárez, por el Sur, Emiliano Zapata al frente de sus tropas campesinas, amagaban la capital y derrotaron en Cuautla al 5.º Regimiento de Oro (el mejor batallón del Ejército federal) aunque irrelevantes en el plano militar, fueron las batallas que facilitaron el camino de los revolucionarios hacia la victoria contra la dictadura. Habiendo tenido esos fracasos en el terreno militar y otros en el plano de las negociaciones, Díaz prefirió renunciar a la presidencia y abandonó el país, en mayo de 1911, viviendo en el exilio en París, Francia, hasta su muerte.

## Finanzas públicas y desarrollo económico
Díaz heredó una hacienda pública en quiebra. Las deudas con el extranjero y con prestamistas nacionales eran considerables.
Para el arreglo de las finanzas los ministros de hacienda (Matías Romero, Manuel Dublán y José Yves Limantour) recurrieron a diversas vías:
- Redujeron gastos públicos y administraron los recursos de forma adecuada.
- Ejercieron mayor control de los ingresos.
- Crearon nuevos impuestos que no obstaculizaban al comercio.
- Gracias a un nuevo préstamo, reestructuraron la deuda interna y externa, lo que permitió ganar la confianza de los inversionistas y obtener otros empréstitos e inversiones.
- Se llegó a un acuerdo con los acreedores con el fin de diferir los pagos y establecer una tasa de interés fija.[2]

Así, la administración de los recursos nacionales se hacía con participación pública y privada. El Banco Nacional Mexicano, fundado en 1882, se fusionó con el Banco Mercantil Mexicano y dio origen al Banco Nacional de México en 1884. En este banco participaba capital mexicano y español, y tenía las siguientes funciones: recaudaba impuestos, otorgaba préstamos y anticipos al gobierno y se encargaba de la Tesorería General. Con todas estas medidas, en 1894 se registró un superávit.
Porfirio buscaba que el país se ligara a la economía internacional como exportador de productos agrícolas o minerales, pero también fomentó el desarrollo de la industria y del comercio interior; y sin duda, México se convirtió en un importante exportador de materias primas, además de que se produjo en el país la primera revolución industrial; empero, se trató de un desarrollo desigual que benefició solo a algunos sectores, regiones y grupos. Díaz crea nuevas haciendas privadas y amplía las antiguas. Hasta 1910, aproximadamente once mil haciendas controlaban 57 % del territorio nacional mientras quince millones de campesinos, alrededor de 95 % de las familias rurales, carecían de tierra.

## Actividad marítima y portuaria

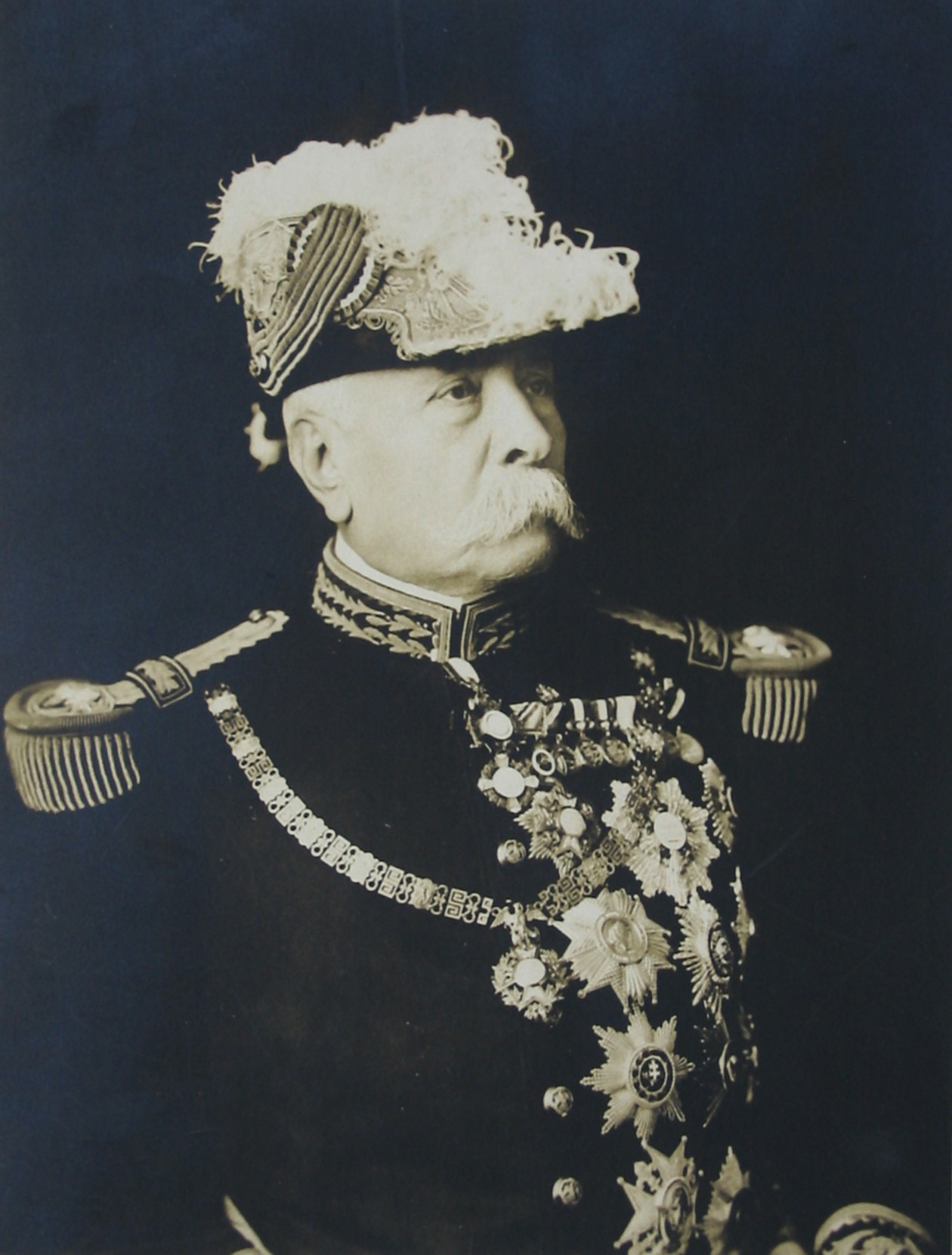
Díaz con uniforme de gala.

Durante esta época la marina mercante nacional recibió un impulso inusitado. Se legisló mediante códigos de fechas 1884 y 1889, se reconoció que la marina se encontraba en un estado deplorable. El jefe del Departamento de Marina, de la Secretaría de Guerra y Marina, opina que la Marina Mercante Nacional es una idea tan noble como levantada y por lo mismo, había que fomentar la construcción de astilleros y de barcos para ella. En 1897 fue inaugurada la Escuela Naval Militar en la que se preparaban oficiales para la marina de guerra. También se crearon las compañías Transatlántica Mexicana, la Mexicana de Navegación y la Naviera del Pacífico, que perduraron por varias décadas.
Al final del Porfiriato se intensificó el tráfico marítimo en el Golfo de México, toda vez que llegaban periódicamente buques de diez compañías navieras, entre europeas, estadounidenses y mexicanas. Por lo que toca al Pacífico, solo una línea británica y dos mexicanas daban servicio. Con el crecimiento del tráfico marítimo hubo necesidad de acondicionar varios puertos, como los de Veracruz, Manzanillo, Salina Cruz y especialmente el de Tampico. Motivo de preocupación del gobierno, fue el enlace de los puertos con el interior del país y para ese fin se construyeron las vías férreas que comunicaron a Veracruz con la capital, Salina Cruz y Coatzacoalcos; no se concluyó la de México a Acapulco y solamente una parte de la México a Tampico.
Los trabajos se realizaron de manera continua durante el gobierno del general Díaz, y hacia fines del siglo se indica que se firmaba un contrato para mejorar y sanear el puerto de Manzanillo; se reconocían la costa e islas orientales de Yucatán para el establecimiento de su señalización; se instalaban las oficinas del servicio de faros en los puertos de Progreso, Puerto Ángel y Mazatlán, dándose principio a las obras de instalación del faro en punta de Zapotitlán y se encontraba ya en servicio el de Isla Mujeres; se hacían trabajos de reconocimiento en la costa de Campeche para estudiar la mejor localización del puerto; se llevaba a término el proyecto del nuevo puerto de Altata; continuaban las obras del puerto y saneamiento de Manzanillo. En Tampico se comenzaban los trabajos para la reconstrucción del muelle fiscal; se inauguraban varios faros en la costa oriental de Yucatán y en Puerto Ángel, Oaxaca, así como algunas balizas luminosas en Antón Lizardo, Veracruz y en el Puerto de la ciudad de La Paz, Baja California Sur. Los puertos de Veracruz, Tampico y Salina Cruz, siempre merecieron la más alta atención del gobierno del general Díaz.

## Obras de la Secretaría de Comunicaciones y Obras Públicas
El 13 de mayo de 1891 se promulgó una Ley expedida por el Congreso, virtud a la cual se establecía la distribución de los quehaceres públicos del Poder Ejecutivo en siete Secretarías de Estado, entre las que figuraba por primera vez la de Comunicaciones y Obras Públicas, lo que viene a significar un cambio en la política de construcción de caminos, considerándose que las carreteras y su desarrollo eran indispensables para impulsar la economía del país.

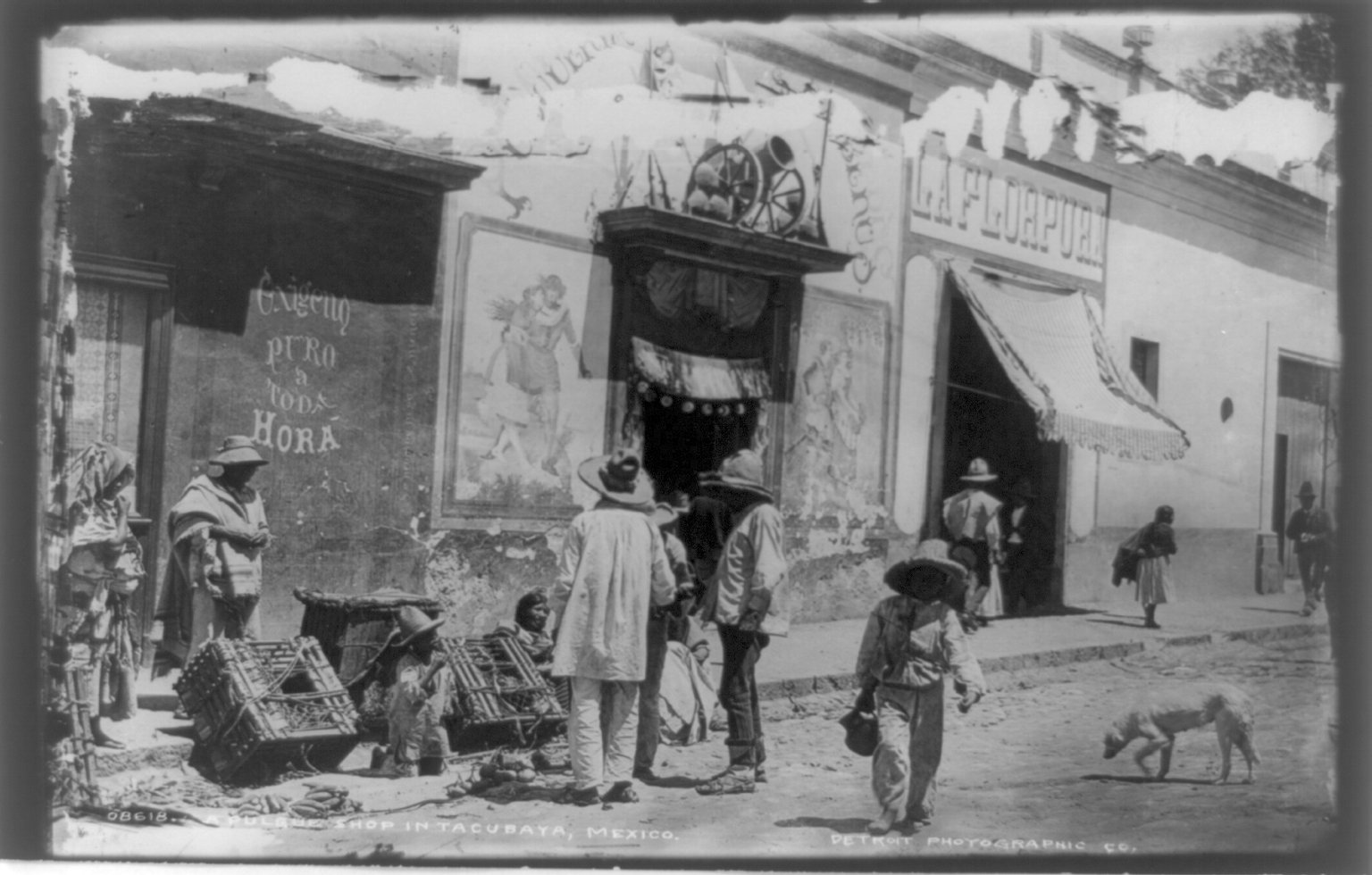
Pulquería en Tacubaya.

A fin de organizar las instancias administrativas dispersas que atendían los servicios de comunicación nacional, quedaron incorporados a este nuevo Ministerio 12 sectores: Correos Internos, Vías Marítimas de Comunicación o Vapores, Faros, Unión Postal Universal, Telégrafos y Teléfonos, Ferrocarriles, Monumentos, Carreteras, Calzadas y Puentes, Lagos y Canales, Consejería y Obras con el Palacio Nacional y Chapultepec, y Desagüe del Valle de México. Esta Secretaría (llamada por muchos autores Ministerio) de Comunicaciones y Obras Públicas conservó su estructura institucional durante el período revolucionario.

## Cultura y sociedad
La literatura fue el campo cultural que más avances tuvo en el Porfiriato. En 1849, Francisco Zarco fundó el Liceo Miguel Hidalgo, que formó a poetas y escritores durante el resto del siglo XIX en México. Los egresados de esta institución se vieron influenciados por el Romanticismo. Al restaurarse la república, en 1867 el escritor Ignacio Manuel Altamirano fundó las llamadas "Veladas Literarias", grupos de escritores mexicanos con la misma visión literaria. Entre este grupo se contaban Guillermo Prieto, Manuel Payno, Ignacio Ramírez, Vicente Riva Palacio, Luis G. Urbina, Juan de Dios Peza y Justo Sierra. Hacia fines de 1869 los miembros de las Veladas Literarias fundaron la revista "El Renacimiento", que publicó textos literarios de diferentes grupos del país, con ideología política distinta. Trató temas relacionados con doctrinas y aportes culturales, las diferentes tendencias de la cultura nacional en cuanto a aspectos literarios, artísticos, históricos y arqueológicos.
Arte y cultura en el Porfiriato El escritor guerrerense Ignacio Manuel Altamirano y Costilla creó grupos de estudio relacionados con la investigación de la Historia de México, las Lenguas de México, pero asimismo fue impulsor del estudio de la cultura universal. Fue también diplomático, y en estos cargos desempeñó la labor de promover culturalmente al país en las potencias extranjeras. Fue cónsul de México en Barcelona y Marsella y a fines de 1892 se le comisionó como embajador en Italia. Murió el 13 de febrero de 1893 en San Remo, Italia. La influencia de Altamirano se evidenció en el nacionalismo, cuya principal expresión fueron las novelas de corte campirano. Escritores de esta escuela fueron Manuel M. Flores, José Tomás de Cuéllar y José López Portillo y Rojas.
Poco después surgió en México el modernismo, que abandonó el orgullo nacionalista para recibir la influencia francesa. Esta teoría fue fundada por el poeta nicaragüense Rubén Darío y proponía una reacción contra lo establecido por las costumbres literarias, y declaraba la libertad del artista sobre la base de ciertas reglas, inclinándose así hacia el sentimentalismo. La corriente modernista cambió ciertas reglas en el verso y la narrativa, haciendo uso de metáforas. Los escritores modernistas de México fueron Luis G, Urbina y Amado Nervo.
Como consecuencia de la filosofía positivista en México, se dio gran importancia al estudio de la historia. El gobierno de Díaz necesitaba lograr la unión nacional, debido a que aún existían grupos conservadores en la sociedad mexicana. Por ello, el Ministerio de Instrucción Pública, dirigido por Justo Sierra usó la historia patria como un medio para lograr la unidad nacional. Se dio importancia especial a la Segunda Intervención Francesa en México, a la vez que se abandonó el antihispanismo presente en México desde la Independencia. En 1887, Díaz inauguró la exhibición de monolitos prehispánicos en el Museo Nacional, donde también fue mostrada al público una réplica de la Piedra del Sol o Calendario Azteca. En 1908 el museo fue dividido en dos secciones: Museo Nacional de Historia Natural y Museo de Arqueología. Hacia principios de 1901, Justo Sierra creó los departamentos de etnografía y arqueología. Tres años después, en 1904 durante la Exposición Universal de San Luis —1904— se presentó la Escuela Mexicana de Arqueología, Historia y Etnografía, que presentó ante el mundo las principales muestras de la cultura prehispánica.

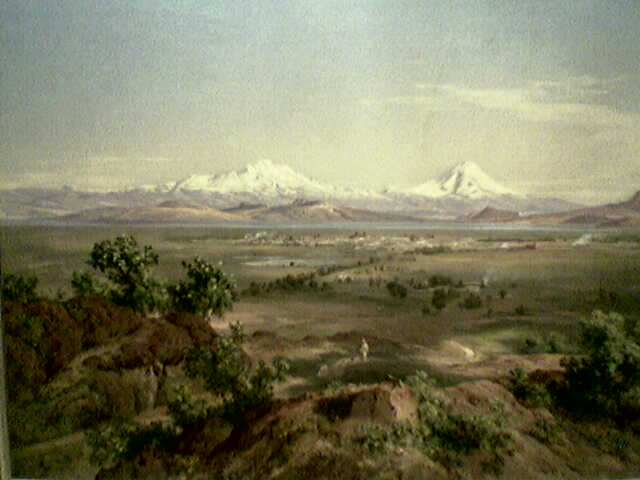
El valle de México, pintado en 1885 por Velasco. El paisajismo mexicano tuvo gran auge durante la época en que Porfirio Díaz gobernó al país. En general, la cultura mexicana se vio afectada por los cambios económicos y políticos, y se desarrolló un arte en dos etapas. La primera, que comprende de 1876 a 1888 representó el auge del nacionalismo. La segunda y última fase del arte porfiriano empezó en 1888 y finalizó con el gobierno de Díaz, en 1911 y se caracterizó por una preferencia cultural hacia Francia y su cultura.

José María Velasco fue un paisajista mexicano que nació en 1840, y se graduó como pintor en 1861, de la Academia de Bellas Artes de San Carlos. Estudió asimismo zoología, botánica, física y anatomía. Sus obras principales consistieron en retratar el Valle de México y también pintó a personajes de la sociedad mexicana, haciendas, volcanes, y sembradíos. Una serie de sus trabajos fue dedicado a plasmar los paisajes provinciales de Oaxaca, como la catedral y los templos prehispánicos, como Monte Albán y Mitla. Otras pinturas de Velasco fueron dedicadas a Teotihuacán y a la Villa de Guadalupe.
Durante la época una forma de teatro popular, que con el muralismo, llegó a ser una de las expresiones más destacadas del nacionalismo cultural fue el llamado el género chico mexicano, el teatro, fue asociado con el estallido de la Revolución Mexicana. Debido a que el año 1911 marca un nuevo periodo en su desarrollo, este se formó en el año 1880 cuando en México se introdujo una nueva forma de producción del género. Los factores sociales y económicos de la época, la nueva costumbre de vender el teatro llevó a la masificación y comercialización del mismo, lo cual provocó la convergencia de dos tradiciones teatrales, el género chico español y el teatro popular mexicano, que constituyen los verdaderos orígenes del género chico mexicano. En el último cuarto del siglo XlX, se aprecian 2 espacios socioculturales donde se desarrollaban las actividades teatrales de la Ciudad de México. El espacio dominante perteneciente al "teatro culto", destinado a las clases medias y altas de la sociedad. Por otro lado, se descubre una cultura popular en la que se desarrollan actividades escénicas, diversiones de la clase trabajadora.
El avance de la instrucción pública fue favorecido por el positivismo, y por su representante mexicano Gabino Barreda. Durante el Porfiriato se sentaron las bases de la educación pública, que siempre fue respaldada por los intelectuales de índole liberal. En 1868, todavía durante el gobierno de Benito Juárez, se promulgó la Ley de Instrucción Pública, que no fue aceptada por la Iglesia Católica. Joaquín Baranda, ministro de Instrucción Pública, desarrolló una campaña de conciliación con la Iglesia, y aplicó a la educación el aspecto positivista, sin dejar de lado el humanismo. Se buscaba que todos los alumnos tuvieran acceso a la educación básica, pero para ello se tuvo que enfrentar a caciques y hacendados, además de la falta de vías de comunicación en las zonas rurales. La instrucción primaria superior se estableció en 1889 y tuvo por objeto crear un vínculo entre la enseñanza elemental y la preparatoria.
En 1891 fue promulgada la Ley Reglamentaria de Educación, que estableció la educación como laica, gratuita y obligatoria. Asimismo fueron instituidos los llamados Comités de Vigilancia. Para que los padres y tutores cumplieran con la obligación constitucional de mandar a sus hijos o pupilos a la escuela. Baranda fundó más de doscientas escuelas para maestros, que una vez egresados se dirigieron a enseñar a las ciudades del país. Sin embargo, en las zonas rurales la falta de desarrollo social provocó un rezago educativo. Durante las fiestas del Centenario de la Independencia de México, Justo Sierra presentó ante el Congreso de la Unión, una iniciativa para crear la Universidad Nacional de México, como dependencia agregada al Ministerio de Instrucción Pública y Bellas Artes. La ley fue promulgada el 26 de mayo, y el primer rector universitario fue Joaquín Eguía Lis, durante los años de 1910 a 1913. Las escuelas de Medicina, Ingeniería y Jurisprudencia habían funcionado separadas durante más de cuarenta años, pero con esta ley se reunían todas, junto con la Escuela Nacional Preparatoria, en la Universidad Nacional de México. Pocos años después de culminar la Independencia, fue suprimida la Real y Pontificia Universidad de México, ya que había sido considerada un símbolo del Virreinato de Nueva España, como una muestra de desprecio ante la cultura española. Años después se intentó restaurar la institución, pero las guerras civiles y las confrontaciones políticas lo impidieron.
Hubo varios grupos sociales contra su gobierno pero el que más destaca es el de los "magonistas" un pequeño grupo de "bandidos" guiados supuestamente por los intereses personales de los hermanos Flores Magón, sin embargo ellos se llamaban a sí mismos "liberales" y después "anarquistas". Tiempo después historiadores usaron el término "magonismo" para identificar el movimiento influido por el pensamiento de los Flores Magón y otros colaboradores del periódico Regeneración como Librado Rivera, Anselmo L. Figueroa y Práxedis G. Guerrero. A principios del siglo XXI, organizaciones sociales e indígenas en México reivindican la tradición de lucha magonista.

## Política porfirista
La política porfirista se caracteriza por dos grandes etapas:
La primera etapa del porfiriato empieza en 1877 y termina en el inicio de tercer periodo presidencial de Porfirio Díaz (1888) o cuando se eliminó toda restricción legal a la reelección indefinida (1890). Se trata de una fase de construcción, pacificación, unificación, conciliación y negociación, pero también de represión. La segunda etapa comienza entre 1888 y 1890 y termina hacia 1908, y se caracteriza por un acentuado centralismo y por un gobierno cada vez más paternalista y autoritario.

## La política exterior
A la par de la búsqueda por la estabilidad política mediante la reorganización y control del ejército y la pacificación del país, el presidente Díaz encaminó sus esfuerzos a obtener el reconocimiento internacional. De las naciones europeas que había firmado la convención de Londres – por la cual se originó la guerra de intervención- y con la que México había roto relaciones diplomáticas-, el Reino Unido fue la última en reconocer al gobierno de Díaz (1884). España lo otorgó el mismo año en que el general oaxaqueño asumió la presidencia, 1877, y Francia lo hizo en 1880.
Para el logro de sus objetivos en política exterior, el presidente Porfirio Díaz contó con la colaboración de expertos que se habían forjado en las últimas décadas. Las dos figuras más importantes, fueron sin duda, Matías Romero e Ignacio Mariscal. El primero, quien se desempeñó como Ministro de México en Washington de 1882 a 1898, logró generar una política bilateral con los Estados Unidos aprovechando las oportunidades comerciales que se abrían. Mariscal, quien se desempeñó por casi treinta años como Secretario de Relaciones de 1880 a 1910, su experiencia como ministro en Washington y Londres le permitió gestar una política exterior que mirara lo mismo allende al Bravo que allende al Atlántico.
En abril de 1878, Estados Unidos reconoció el gobierno del presidente Díaz. Con la modificación de una serie de leyes México abrió sus puertas a la inversión extranjera. La respuesta del exterior no se hizo esperar: un gran flujo de capital y tecnología surgió de las concesiones que el gobierno mexicano otorgó a inversionistas extranjeros en forma de tasas de ganancias garantizadas, exenciones de impuestos y reformas fiscales benéficas para los inversionistas. Las principales fuentes de capital extranjero invertido en México durante el Porfiriato venían de Estados Unidos y Gran Bretaña. Estados Unidos compartía con México el interés por desarrollar sistemas de comunicación que facilitaran el comercio e hicieran más estrechos los vínculos económicos entre ambos países; por tal motivo, gran parte del capital invertido en México estuvo dirigido hacia la construcción de una amplia red ferroviaria que uniera a las principales ciudades del país y –mediante conexiones– se extendiera más allá de la frontera norte hasta alcanzar importantes ciudades norteamericanas.
Con las grandes propiedades, la agricultura se orientó a la exportación y creció espectacularmente, sobre todo en la producción de henequén, café, cacao, hule y chicle. No obstante, la importancia de los capitales estadounidenses para el proyecto modernizador del gobierno mexicano –Estados Unidos siempre fue el primer inversionista y socio comercial de México–, Díaz nunca dejó de mostrarse receloso de su participación en las áreas estratégicas de la economía nacional. La política expansionista sostenida años atrás por Estados Unidos –y de la cual México había sido víctima– seguía presente en la memoria colectiva de la nación, y su nueva variante, la invasión pacífica –que suponía un expansionismo de orden económico–, no podía ser halagüeña.
Por ello desde los albores de su régimen, Díaz fomento la participación de capitales europeos para contrarrestar la influencia que pudieran tener los estadounidenses en los asuntos internos de México. Un factor que favoreció en gran medida las inversiones británicas fue la participación que los miembros del gobierno mexicano tuvieron en las empresas extranjeras –mineras, petroleras, ferrocarrileras, y de servicios principalmente–. La relación de altos funcionarios porfiristas con inversionistas ingleses –particularmente con Weetman Dikinson Pearson, presidente de S. Pearson & Son– fue muy estrecha, y en la mayor parte de los casos las concesiones –supuestamente sometidas a concurso– se otorgaba favoreciendo los intereses británicos.
El marcado favoritismo del gobierno de Díaz hacia el capital británico no fue suficiente para detener la expansión económica estadounidense en México. La inmejorable posición geográfica de Estados Unidos y las presiones que por momentos ejercía el gobierno estadounidense sobre la administración porfirista fueron las condiciones que obligaron al Reino Unido a asumir el papel de segundo socio comercial de México. A pesar de la abierta simpatía que Díaz siempre mostró por el capital europeo, la relación con Estados Unidos era estrecha. Pero los capitales extranjeros no lo eran todo. Para impulsar el desarrollo económico y el progreso material, la política exterior del Porfiriato fue la piedra angular. Durante los 34 años de dictadura el gobierno mexicano se comportó con independencia y valentía frente a las presiones que por momentos ejercía Washington sobre la administración de Díaz. El cumplimiento de los compromisos de la deuda definió desde 1878, la estabilidad y cordialidad de la relación bilateral.
El gobierno mexicano desarrolló una intensa actividad diplomática basada, desde luego en la estrecha cooperación con Estados Unidos. Con Washington se firmaron varios acuerdos. Se creó la comisión mixta de reclamaciones para cuidar los intereses de ambos países, se constituyó también la comisión internacional de límites. Como equilibrio político y económico resultaba imprescindible para México, el gobierno porfirista amplió sus horizontes hasta Europa. Las relaciones comerciales con Francia, España y Alemania alcanzaron un nivel sin precedentes. El Reino Unido, por su parte, se convirtió en el contrapeso ideal en áreas estratégicas como la minería, los ferrocarriles y el petróleo. Porfirio Díaz mandó de embajador al Japón a su propio hijo porque ambos pueblos veían el auge del monstruo del norte (Estados Unidos) como peligroso, (Argumentando cercanía de raza al ser la cultura mexicana y japonesa descendientes de la mongoloide que una rama cruzaría por el estrecho de Bering y serían los antepasados de los aztecas, y diversas etnias amerindias). Incluso en Centroamérica, la diplomacia mexicana actuó con independencia y se opuso a los intentos de Guatemala, auspiciados por Washington, de crear una sola nación con el resto de los países centroamericanos.
La política exterior de aquellos años, conducida por Porfirio Díaz y por sus Ministros de Relaciones Exteriores, Ignacio Luis Vallarta e Ignacio Mariscal fue radicalmente opuesta a la que se siguió en la primera mitad del siglo. Lejos de ser vaga e idealista con posiciones tajantes que no admitían negociación (como se demostró en el caso de Texas), esta diplomacia tuvo objetivos muy concretos -como lo fue el lograr el reconocimiento estadounidense- que iban a ser alcanzados con acciones pragmáticas y acomodaticias. Después de todo, si la finalidad era el desarrollo económico y esto requería de estabilidad y orden, era mejor tener a los estadounidenses como socios y no como enemigos De hecho, el gobierno de Díaz mataba así dos pájaros de un tiro, ya que era obvio que no solo necesitaba evitar el conflicto, sino que también requería del capital y de la tecnología del vecino del norte para el ansiado desarrollo económico. Ambas cosas las consiguió al mismo tiempo. Además fue una política exterior mucho más sofisticada que la de antaño.
Se reconocía que Estados Unidos no era una sola entidad monolítica, sino que estaba compuesto de diversos grupos con distintos intereses, así que de lo que se trataba era de atraer a los intereses adecuados para neutralizar a los otros. A pesar de todo la relación con Estados Unidos marchó como en ningún otro momento del siglo XIX: en un ambiente de amistad, paz y apoyo. Con las fronteras abiertas a las inversiones extranjeras y la estabilidad política garantizada por don Porfirio Díaz, el gobierno estadounidense respiró tranquilo en Washington durante más de tres décadas. Tan estable se presentaba la administración de Díaz, que los políticos de Estados Unidos se convirtieron en accionistas de las principales compañías petroleras y ferrocarrileras.
Francisco Bulnes escribió: “Existía una convicción universal de que mientras el general Díaz disfrutase del apoyo ultraamistoso que le había concedido Estados Unidos, nada debía temer a las revoluciones. La diplomacia mexicana debió dedicarse a mantener intactas tan valiosas simpatías, básicas para nuestra orden social”.
Durante los gobiernos de Porfirio Díaz se registraron dos hechos importantes para la administración pública. El primero, al expedirse el 11 de febrero de 1883 el quinto Reglamento Interior del Ministerio de Relaciones Exteriores, y el segundo, al decretarse la existencia de siete secretarías para el despacho de los asuntos de orden administrativo del gobierno federal, el 13 de mayo de 1891, estableciéndose la Secretaría de Relaciones Exteriores. De esta manera, también se integró un Reglamento para el cuerpo diplomático, el cual fue la Ley reglamentaria del cuerpo diplomático mexicano de 1888. Es de destacar que don Porfirio Díaz mantuvo una posición firme en asuntos de la política exterior, ya que también desarrolló una postura de acercamiento industrial, comercial, cultural y financiero hacia los países europeos.

## Consecuencias sociales
Si bien durante el porfiriato se lograron avances en la pacificación del país, el costo social de este progreso fue enorme; la desigualdad aumentó a niveles pocas veces vistos, se crearon zonas de explotación sistemática de indígenas a los cuales casi se les trataba como esclavos, como Valle Nacional y buena parte de Yucatán. Además una represión a la prensa libre, que era silenciada ya fuese por medio de sobornos o bien por torturas y desapariciones. Las represiones que Díaz ejercía sobre las personas que exigían una mejor calidad de vida fueron justificadas con una doctrina filosófica: el Positivismo, la cual proponía "Orden y progreso". Así, el "Orden" lo mantenía con represiones a los manifestantes, y con ese factor, tener el "progreso", que era el crecimiento económico que en esa época se logró.

## La Iglesia
El clero recobró gran parte del poder perdido con las Leyes de Reforma y la guerra de los Tres Años. Bajo el régimen de Porfirio Díaz pudo seguir obteniendo diezmos con toda regularidad, afectando así a los sectores desposeídos tanto en el campo como en las ciudades. En el campo también afectaba a los pequeños propietarios, ya que el clero concentraba altas cantidades de semillas, producto del diezmo de los indígenas y de los pequeños propietarios, ya concentrada la producción la vendía a precios más bajos. Logrando obtener jugosas ganancias dado que no le costaba nada esa producción, así, los compradores preferían los precios del clero y no el de los productores.